# Tödliche Verbindungen
Tödliche Verbindungen ist ein deutscher Kinofilm aus dem Jahre 2006. Der Film, im Grunde ein Kriminalfilm, mischt dieses Genre mit dem des Heimatfilms und komödiantischem Aspekt, vergleichbar mit der Fernsehserie Der Bulle von Tölz. Wie diese ist er komplett in bairischer Sprache gehalten.
Die Produktion, die 2006 begann, wurde im gleichen Jahr noch vorübergehend in einem Tölzer Kino gezeigt (Testlauf) und am 22. April 2007 überarbeitet in Karlsruhe beim Filmfestival Independent Days. Offizieller Kinostart war der 13. September 2007 im Verleih von Stardust. Für wesentliche Teile der Produktion, wie Drehbuch und Regie, zeigten sich die beiden Filmemacher Edgar Kraus und Markus Kleinhans aus Bad Tölz verantwortlich. Der Film wirbt mit dem Untertitel Eine Tölzer Mordsg'schicht aus den 70ern.

## Handlung
Im Frühjahr 1978 stirbt in Bad Tölz eine Frau, Angelika Fritsch, an einer Blausäurevergiftung. Rätselhaft erscheint jedoch, wie das Gift in den Körper der alleinstehenden Verkäuferin kam. Zur Untersuchung werden der Tölzer Kommissar Walter Degenhardt und sein Miesbacher Kollege Rio Hartmann auf den Fall angesetzt. Die komplett verschiedenen Persönlichkeiten der beiden führen häufiger zu Streitereien und sind den Ermittlungen nicht gerade dienlich. Beim Tod der Frau deutet nichts auf einen Mord oder gar einen Suizid. Doch der heimliche Liebhaber, ein verheirateter Angestellter einer Chemiefirma aus Dachau, erscheint den beiden Kommissaren nicht ganz geheuer. Zu allem Überfluss beginnt der Lebenskünstler Rio noch eine Affäre mit der Zeugin Conny Sageder, sehr zum Verdruss von Walter. Letztlich führen die sich überschlagenden Ereignisse zu einem furiosen Finale in den Bergen.

## Wahre Hintergründe
Die Handlung des Filmes beruht auf wahren Begebenheiten. Die Filmemacher wurden vom Buch Mordsgeschichten, einer Sammlung kurioser Kriminal- und vor allem Mordfälle aus dem Isarwinkel der letzten Jahrhunderte, zu dem Film inspiriert.
Bei dem zu Grunde liegenden Fall, der als Tampon-Mord in die Kriminalgeschichte einging, hatte der 54-jährige Liebhaber des Opfers, ein Chemie-Hilfsarbeiter aus Dachau, die 34-jährige Frau vergiftet, indem er ihre Tampons in Blausäure tränkte, die das arglose Opfer dann verwendete, was zu einer Zyankalivergiftung und ihrem Tod führte. Die Ermittlungen gestalteten sich damals äußerst schwierig, waren doch zunächst die genauen Todesursachen und Gründe schleierhaft, sowie die Suche nach dem Täter und die Ermittlung seiner Motive. Der schließlich Angeklagte leugnete zunächst die Bekanntschaft zu der Frau. Eine Filmpatrone mit Bildern der beiden hatte dieser in einem Weiher versenkt, wo diese dann jedoch von Polizeitauchern geborgen wurde.
Während der Untersuchungshaft unternahm der Angeklagte einen Suizidversuch, was ihn in die Intensivstation des Krankenhauses Neuperlach brachte. Der Angeklagte, der bereits 1955 versuchte, einen Menschen zu vergiften, wurde von Psychologen als minderbegabt eingestuft, die des Weiteren bezweifeln, dass diese raffinierte Mordmethode von ihm selbst stammt. Während des Prozesses, bei dem 8 Sachverständige und 39 Zeugen geladen wurden, verweigerte er die Aussage und ließ seinen Anwalt an seiner statt sprechen. Während des Prozesses kam die Theorie auf, es habe sich weder um vorsätzlichen Mord, noch um einen Unfall oder Selbsttötung gehandelt, sondern um fahrlässige Tötung. Der Angeklagte war seit Jahren impotent und neigte daher zu ausgefallenen Sexspielen. Für Suizid gab es keinerlei Anhaltspunkte, und dem Staatsanwalt bereitete es Probleme, seine geforderte lebenslange Haftstrafe wegen Mordes mit einem Mordmotiv zu begründen, er verwies jedoch auf die unterdurchschnittliche Intelligenz des Angeklagten. Letztlich wurde der Angeklagte zu einer Freiheitsstrafe von zwei Jahren wegen fahrlässiger Tötung verurteilt, wovon dieser aber bereits 19 Monate in Untersuchungshaft verbüßt hatte. Dieses Urteil wurde zum Teil scharf kritisiert und sowohl dem Angeklagten als auch dessen Anwalt wurde vorgeworfen, sie hätten dieses Urteil mit ihrer Bauernschläue erreicht.
Aufgrund des Kinostartes des Filmes berichtete der Tölzer Kurier erneut über diesen Kriminalfall. Mehrmals war nun, auch von Polizeibeamten, von einem Justizirrtum die Rede, da man heute davon ausgehen kann, dass es sich bei der ganzen Angelegenheit tatsächlich nur um einen tragischen Sex-Unfall gehandelt hat.

## Sonstiges
- Der Film war ursprünglich als Amateurprojekt geplant, entwickelte sich dann jedoch rasch, trotz schmalem Budget zu einem ernstzunehmenden und aufwändigen Filmprojekt mit hoher Qualität. Neben einigen professionellen (einheimischen) Schauspielern, befinden sich im Film zahlreiche Laien, die aufgrund ihrer Authentizität gewählt wurden.
- Tödliche Verbindungen wurde innerhalb von 9 Monaten an 41 Drehtagen abgedreht, anschließend folgten weitere 15 Monate Nachproduktion.
- Bandmitglieder der Bananafishbones, die zudem Stücke für den Film schrieben, übernahmen in diesem kleine Gastrollen, wie auch Hank Houzer, der Bassist der Milestones.
- Co-Regisseur und Drehbuchautor Edgar Kraus erlebt die Premiere seines Filmes nicht mehr. Am 27. Dezember 2006 verunglückte er am Gardasee bei einem Sportunfall bei einem Base-Jump am Italian Terminal Wall tödlich.[2]
- Viel Aufwand und Mühe wurde beim Film, der 1978 spielt, in einen möglichst authentischen 70er Jahre-Stil und passende Ausstattung und Atmosphäre gesteckt.
- Im Film hat der junge Benno Berghammer, der spätere Bulle von Tölz, dargestellt von Florian Gmeiner, einen Gastauftritt. Seine Stimme wurde als Gag passenderweise vom echten Ottfried Fischer synchronisiert, auch dessen Film-Mutter Resi, gesprochen von Ruth Drexel, ist im Off kurz zu hören.
- Der Film wurde in Bad Tölz und Umgebung an Originalschauplätzen gedreht.
- Die DVD des Filmes erschien am 17. November 2008, und beinhaltet umfangreiches Bonusmaterial, wie etwa ein 80-minütiges Making-of.
- Zehn Jahre später, im Jahr 1988, spielt ein weiterer Fall der Kommissare Hartmann und Degenhardt. Der Film Pension Freiheit der Regisseure Markus Kleinhans und Marcus H. Rosenmüller erschien 2012.

## Kritiken
- Filmz.de meint, trotz schmalem Budget habe sich aus dem ursprünglichen Amateurvorhaben ein recht aufwändiger und sehenswerter Film entwickelt, der durch seine professionelle Überarbeitung nun auch kinotauglich sei.[3]

- Das Lexikon des Internationalen Films urteilt: „[...] bastelten die Filmemacher mit Hilfe von Laiendarstellern einen schrägen Krimi, der zwischen Hommage ans deutsche B-Movie der 1970er-Jahre, Softporno, Tatort-Krimi und Der Bulle von Tölz-Paraphrase changiert und dabei durchaus Charme entwickelt. Skurrile Unterhaltung in bayrischem Dialekt, allerdings ohne sonderliche thematische bzw. stilistische Relevanz.“[4]